# 新晃西駅
新晃西駅（しんこうにしえき）は、中華人民共和国湖南省懐化市新晃トン族自治県にある中国鉄路総公司（CR）の駅である。

## 歴史
2014年12月16日、滬昆旅客専用線の開通。